# Eoneureclipsis tieni
Eoneureclipsis tieni är en nattsländeart som beskrevs av Malicky 1995. Eoneureclipsis tieni ingår i släktet Eoneureclipsis och familjen fångstnätnattsländor. Inga underarter finns listade i Catalogue of Life.